# Metro w Kairze

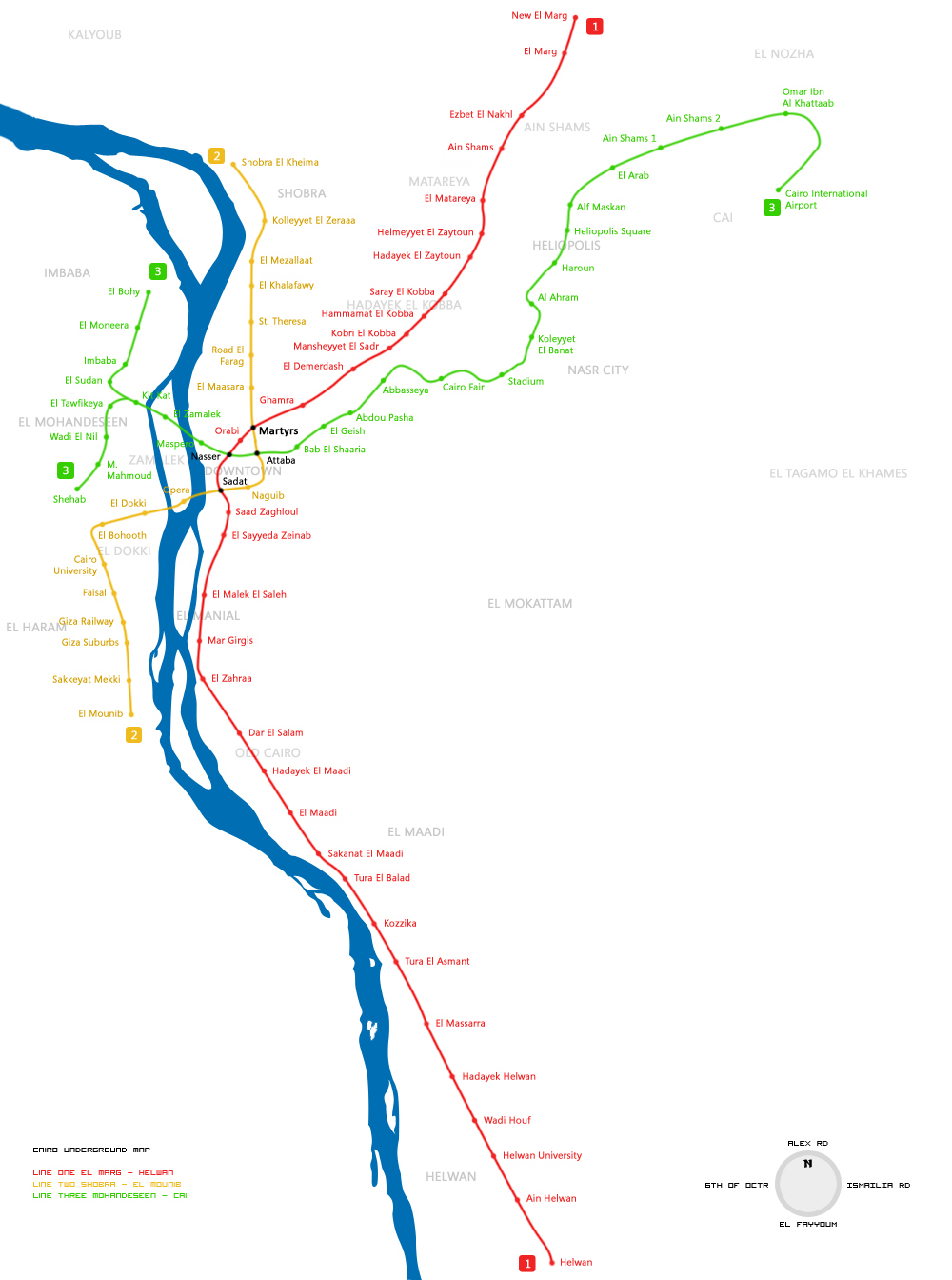
Schemat metra w Kairze (stan na 2013 rok)

Metro Kairskie (arab. مترو أنفاق القاهرة) w Egipcie jest jedynym (obok algierskiego) dobrze zaplanowanym systemem metra w Afryce. Składa się z dwóch działających linii i częściowo trzeciej.
Tory powstały w systemie kolei normalnotorowej (1435 mm). We wszystkich pociągach metra kairskiego dwa wagony (czwarty i piąty) są przeznaczone wyłącznie dla kobiet (do wagonu nr 5 po godz. 21:00 wpuszczani są również mężczyźni). Korzystają z nich kobiety, które nie życzą sobie podróży z mężczyzną w jednym wagonie; jednak mogą też podróżować w innych wagonach.
Z dwóch linii korzysta ok. 700 mln pasażerów każdego roku, a liczba pasażerów korzystających każdego dnia waha się w okolicach 4 mln (2013).

## Plany budowy metra w Kairze
Jako drugie pod względem wielkości (po Lagos) i najgęściej zaludnione miasto Afryki, Kair bardzo potrzebował metra. W 1987 roku mieszkało tu 10 mln mieszkańców, nie licząc ok. 2 mln osób dojeżdżających codziennie do pracy. Liczba pasażerów korzystających z komunikacji kairskiej przed budową metra wynosiła ok. 20 tys. na godz., a po budowie wzrosła do 60 tys. pasażerów na godz. W roku 1990 przeprowadzono badania dotyczące przyszłych potrzeb miasta, które pokazały, że będzie potrzeba ok. 8.4 mln miejsc w komunikacji miejskiej i 2.7 mln miejsc w innych środkach transportu takich jak taksówki czy samochody. Aktualna przepustowość to ok. 4.9 mln miejsc na dobę, a więc o 3.5 mln mniej niż rzeczywiste zapotrzebowanie. Doprowadziło to do wzrostu liczby taksówek o 50% i kilkukrotnie większego zatłoczenia ulic w mieście.

## Historia
Idea metra pierwszy raz powstała w latach 30. XX w. z udziałem egipskiego inżyniera Saiyeda Adela, pracującego wówczas dla Egyptian Railway Authority. Pomysł nie spotkał się jednak z zainteresowaniem. W 1954 francuscy eksperci sporządzili raport dotyczący przyszłości transportu w Egipcie. Zaproponowali oni budowę dwóch linii: jednej, o długości 12 km łącząca Bab al-Louq z Ismailią oraz drugą łączącą Bulak z Ablu Al-Ela Castle. Zaproponowali również, aby całym systemem komunikacji zarządzała jedna spółka. W tym czasie do Egiptu zaczęło zjeżdżać wielu ekspertów z całego świata, by pracować nad tym projektem: radzieccy w 1956, japońscy 1960 oraz Francuzi w 1962, którzy doszli do wniosku, że lepiej stworzyć system kolejki podziemnej z wieloma liniami. Pierwszą miała być linia o długości 5 km łącząca Heluanu z El-Marg biegnąca pod ulicami Kasr el eini oraz Ramzesa. Druga linia prowadziłaby z Sayeda Zainab do Shobra, a przebiegłaby pod Downtown Cairo i miałaby 9,5 km długości. Trzecia z Gizy do Abbasiyah o długości 11,5 km oraz linia nr 4 o długości 6,7 km prowadząca z Al Awqaf do Castle. W 1964 brytyjscy eksperci radzili, by poprowadzić nitkę metra z Bab El Louk do Shubra. W 1966 Japończycy zaproponowali, by wytyczyć linię pomiędzy Heluanem a El Marg, która biegłaby pod Mohadessin, Heliopolis i ulicą 26 lipca o długości 26 km. W 1969 rząd egipski podjął decyzję o przeprowadzeniu badań dotyczących przepustowości transportu miejskiego w Kairze. Egipskie Ministerstwo Transportu ogłosiło międzynarodowy przetarg, do którego zgłosiło się 8 przedsiębiorstw. 20 października 1970 wyłoniono zwycięzcę, a była nim francuska spółka Sufreto. Projekt został ukończony i przekazany w 1973 roku. Obejmował przede wszystkim przyszłe potrzeby transportowe na lata 1980, 1985 i 1990. Stwierdzono tym samym potrzebę budowy trzech linii jako sposób na pozbycie się komunikacyjnego paraliżu.

## Pierwsza linia
Została ukończona w 1987 roku. Ma 42,5 km długości i 35 stacji. Łączy północ stolicy Egiptu z południem z Helwan do El Marg. Podczas budowy wykorzystano dwie podmiejskie linie kolejowe, które połączono tunelem w jedną całość. Tunel zbudowany pod miastem ma długość 4,5 km i pięć przystanków podziemnych o długości 200 metrów. Ponieważ linia wywodzi się z kolejowej, więc ma standardowy rozstaw szyn i do zasilania wykorzystuje sieci napowietrzne. Trasę obsługują 52 trójwagonowe składy. Rozbudowa pierwszej linii została oficjalnie zakończona w 1989 roku i obecnie trasa ma 43 km długości i 35 przystanków. Maksymalna dopuszczalna prędkość wynosi 100 km/h. Przetarg na budowę  tej linii metra wygrało egipsko-francuskie konsorcjum Entra Nevra Arabco.

## Druga linia
Została zbudowana w dwóch fazach: pierwszej, którą rozpoczęto w 1990 roku i zbudowano pierwszy 8 kilometrowy odcinek. Został on otwarty w 1997 roku. Drugi odcinek został ukończony w 2005 roku. Ma 21 km długości i obsługuje 20 stacji z północy na południowy zachód, od dzielnicy Shubra po piramidy w Gizie. W większości przebiega w wydrążonych tunelach, które stanowią około 11 km długości. Prawie 2,4 km poprowadzono estakadą, a 4,2 km znajduje się na powierzchni gruntu. Część tuneli wybudowano metodą odkrywkową. Druga linia posiada już zasilanie z trzeciej szyny, typowe dla systemów metra. Dlatego przekrój tuneli mógł być mniejszy, bo nie ma sieci trakcyjnej. Perony zostały skrócone do 150 metrów. Pociąg składa się z dwóch wagonów czołowych oraz sześciu środkowych. Prędkość maksymalna składów wynosi 80 km/h. Po raz pierwszy na tej linii tunel metra przechodzi pod dnem Nilu.

## Trzecia linia
Linia 3 będzie miała 33 km długości z 29 stacjami, z których 27 będzie pod ziemią. Linia połączy lotnisko w Kairze na wschodzie z Imbaba i Mohandisseen na zachodzie. Jej budowa rozpoczęła się w 2007 roku. Została ona podzielona na pięć faz i ma zostać zakończona do końca 2019 roku. Po zakończeniu przepustowość linii szacowana jest na 1,8 mln pasażerów dziennie.
W  2011 roku zakończył się pierwszy etap budowy. Połączenia między 5 stacjami Attaba, Bab el Shaaria, El Geish, Abdou Pasha i Abbasia zostało oficjalnie otwarte w lutym 2012 roku.
Drugi odcinek o długości 7,7 km - z czterema stacjami  Cairo’s exhibition, Stadium, Koleyet Al-Banat and Al-Ahram, który połączył Abbasiya z północno-wschodnimi przedmieściami Heliopolis został otwarty w 2014 roku.

## Czwarta linia
Projektowana jest  budowa 4 linii metra. Pierwszy odcinek będzie przebiegać od stacji El-Malek El-Saleh (gdzie połączy się  z 1 linią) i Oasis Highway Station o łącznej długości 18 km, przechodząc przez dworzec kolejowy w Gizie (przecięcie z linią 2).

## Zarząd
Budową metra zarządza National Authority for Tunnels (NAT). Powstało w  1983 roku "w celu realizacji podziemnych projektów metra w Arabskiej Republice Egiptu oraz przeprowadzenia odpowiednich symulacji ekonomicznych i technicznych we współpracy z zagranicznymi i lokalnymi firmami".
Eksploatacją zarządza  Egyptian Company for Metro Management and Operation (ECMMO).

## Nazwy stacji
Nazwy poszczególnych stacji pochodzą od nazw miejsc lub do nazwisk znanych mieszkańców Egiptu.